# Berzasca
Berzasca – wieś w Rumunii, w okręgu Caraș-Severin, w gminie Berzasca. W 2011 roku liczyła 1328 mieszkańców. 